# تسرب (طب)
في الطب، يقصد بمصطلح التسرب (بالإنجليزية: Extravasation)‏ هو ارتشاح أو تنضاح أو اندفاق أو انصباب أو انقذاف السائل من حيزه المحصور إلى المنطقة المحيطة، وخاصة الدم أو خلايا الدم من الأوعية الدموية. وفي حالة الالتهاب، يشير ذلك إلى حركة خلايا الدم البيضاء عبر جدار الشعيرات الدموية إلى الأنسجة المحيطة. ويُعرف هذا باسم تسرب الكريات البيضاء. وفي حالة نقائل السرطان، يشير ذلك إلى خروج الخلايا السرطانية من الشعيرات الدموية ودخولها إلى أنسجة أخرى، حيث قد تتشكل أورام ثانوية. ويُستخدم المصطلح عادةً في السياق الطبي.
ومن أنواع التسرب:
- تسرب (في الوريد)
- تسرب الكريات البيضاء
- تسرب البول [الإنجليزية]
- داء الأوعية الدموية [الإنجليزية]
- تسرب سائل الإرواء